# 猪野謙二
猪野 謙二（いの けんじ、1913年4月2日 - 1997年9月11日）は、文芸評論家、近代日本文学研究者。
宮城県仙台市生まれ。東京府立第六中（現都立新宿高等学校）を経て1937年東京帝国大学文学部国文科卒。在学中に立原道造らと『未成年』を創刊。戦後日本文学協会に属し、歴史社会学派の立場から日本近代文学の研究・評論を行った。1954年神戸大学助教授、1975年学習院大学教授。1984年定年退職。

## 著書
- 『近代日本の文学』福村書店（中学生歴史文庫）1951
- 『近代日本文学史研究未來社 1954
- 『島崎藤村』要書房（要選書）1954
- 『近代文学の指標 日本近代作家私記』御茶の水書房 1956
- 『日本文学の近代と現代』未來社 1958
- 『明治の作家』岩波書店 1966
- 『日本文学の遠近』全2巻 未來社 1977
- 『明治文学史』上下 講談社 1985
- 『僕にとっての同時代文学』筑摩書房 1991

### 共編著
- 『座談会 明治文学史』柳田泉・勝本清一郎共編 岩波書店 1961
- 『座談会 大正文学史』柳田泉・勝本清一郎共編 岩波書店 1965
  - 『座談会 明治・大正文学史』全6巻 岩波現代文庫 2000
- 『文学概論』有信堂 1969
- 『小説の読みかた　日本の近代小説から』岩波ジュニア新書 1980
- 『現代の文章』桑名靖治共編 筑摩書房 1987
- 『夏目漱石入門』鈴木醇爾共編 筑摩書房 1989

## 論文
- 猪野謙二